# آنتونی مایلز لمب
آنتونی مایلز لمب (انگلیسی: Anthony Lamb؛ زادهٔ ۲۰ ژانویهٔ ۱۹۹۸) بازیکن بسکتبال اهل ایالات متحده آمریکا است.
وی در مسابقات کشوری و بین‌المللی در مجموع برندهٔ ۱ مدال برنز شده‌است.